# Ferrovia Tacna - Arica

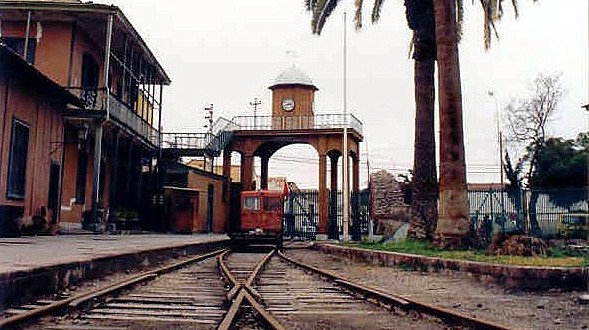
Estação em Tacna da ferrovia Tacna - Arica

A Ferrovia Tacna - Arica é uma ferrovia operada pelo Peru e que em o serviço entre a cidade de Tacna (Peru) e Arica (Chile). Tem 62 km de extensão e uma bitola de 1.435 mm.
Foi construído em 1856 pela empresa inglesa The Arica & Tacna Railway Co. Atualmente é a única via ferroviária internacional que possui o Peru e é a ferrovia mais antiga que, todavia está em serviço, já que foi a segunda a construir-se, durante o governo de Ramón Castilla.

## Antecedentes

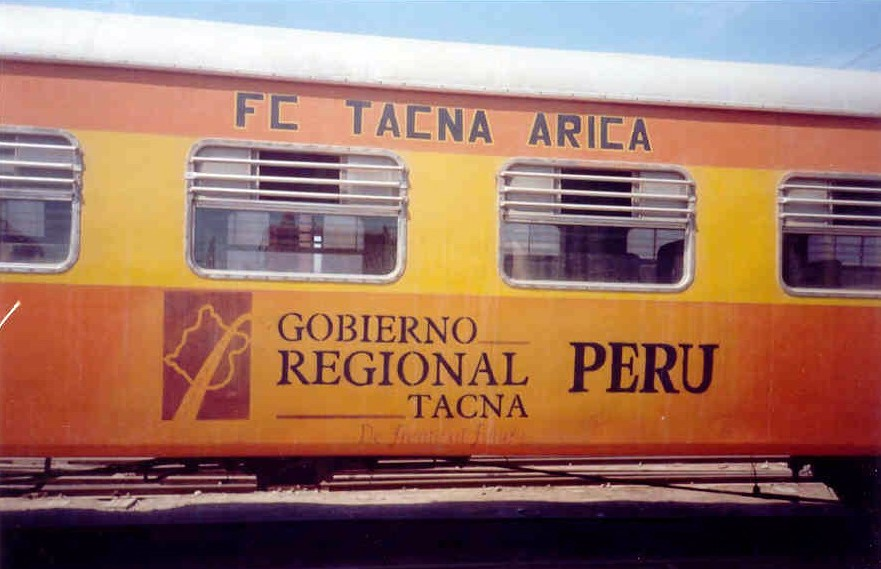
O Governo Regional de Tacna administra a ferrovia Tacna - Arica

Esta ferrovia se considera uma das mais históricas, pelos diversos episódios dos que foi testemunho. Assim mesmo, é uma das duas linhas que ainda pertence ao Estado peruano. 
Sua execução foi autorizada em 1851 e se entregou sua construção a José Hegan. O serviço de trens se iniciou em 1856 e foi dado em concessão por 99 anos. Em 1869, o presidente Balta ordenou que se fizeram os estudos para sua prolongação até La Paz (Bolívia), o que nunca se realizou.
Ao ocupar os chilenos Tacna y Arica, durante a Guerra do Pacífico, a ferrovia estava em mãos da empresa inglesa Arica & Tacna Railway Co e não foi objeto de expropriação.
Depois do Tratado de Lima de 1929, Tacna já havia voltado a ser peruana e a seção da ferrovia que estava do lado chileno, também ficou como propriedade peruana. Em 1955, ao nacionalizar-se a ferrovia ficou sob a absoluta propriedade do Estado Peruano. 
Em 2005, pela ata número 12-2005 do Governo Regional de Tacna, o Píer Peruano de Arica, a ferrovia Tacna - Arica, o terreno de Chinchorro e a Casa Yanulaque, passaram a propriedade do Governo Regional de Tacna, para sua utilização com fins de desenvolvimento em coordenação com o Ministério de Relações Exteriores do Peru.

## Funcionamento
A via conta com cinco pontes: São José, Chacalluta, Gallinazo, Hospício, Lagartito; e seis estações: Arica, Chacalluta, Escritos, Hospício, Quilômetro 42 e Tacna.
Es propriedade do Governo Regional de Tacna. No inicio da línea da ferrovia, junto a estação de Arica, se encontra o Píer Peruano de Arica.
No ano 2006 o Governo Regional de Tacna, sob a presidência do engenheiro Julio Alva Centurión, obteve a autorização para retirar em Arequipa seis bodegas de alumínio (números: 3515, 3521, 3530, 3539, 3572 e 3577) que unidas a Locomotiva número 300 permitiriam transportar carga pesada entre Píer Peruano de Arica e Tacna.

## Museu da Ferrovia

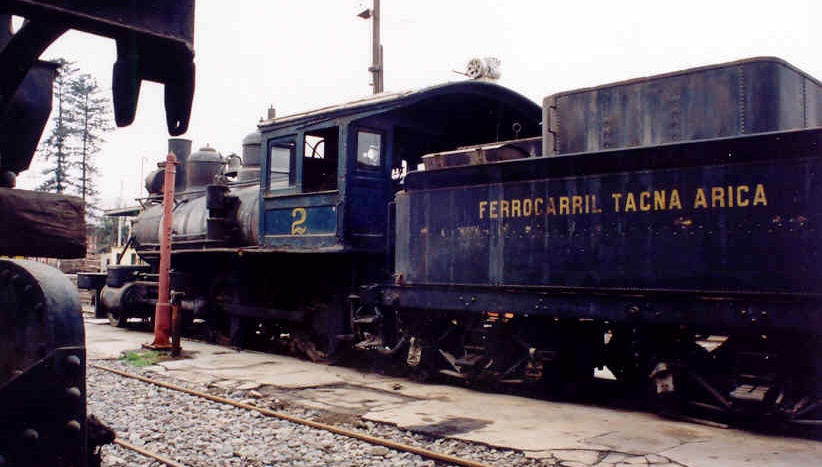
Museu da ferrovia

Na estação de Tacna se encontra o Museu da Ferrovia onde se mostram as locomotivas, fotografias, impressos relativos a ferrovia e as cidades de Tacna e Arica antes de 1929.
A locomotiva que trasladou ao coronel EP Francisco Bolognesi a Arica em 1880 se encontra no parque da Locomotora, ao inicio da Avenida Bolognesi na cidade de Tacna.